# Addison Forbes Montgomery
Addison Adrianne Forbes Montgomery (anteriormente Addison Montgomery Shepherd en su matrimonio con Derek Shepherd) es un personaje ficticio de la series de televisión Grey's Anatomy y Private Practice, spin-off de Grey's Anatomy, de la cadena ABC, interpretado por Kate Walsh.
Además ella viene de una familia muy adinerada.

## Pasado
Addison se casó en el año 1994 con su novio de la Facultad de Medicina, Derek Shepherd, y los dos empezaron sus años como internos, estudiando bajo la tutela del Dr. Richard Webber. Después de terminar esta etapa, tanto Addison como Shepherd, lograron éxito rápidamente en sus respectivos campos. Llevaban un estilo de vida próspero y esto se veía reflejado tanto en su casa de Manhattan, que daba a Central Park, como en su residencia en la exclusiva localidad de Los Hamptons. Además también poseían sus propias consultas privadas.
Su hermano Archer Forbes Montgomery fue un neurólogo de renombre internacional, que se dedica a contar chismes de sus pacientes más perturbados.

## Historia

### Grey's Anatomy
Addison llega al Seattle Grace en el episodio 9 Who's zoomin who? (Quien encubre a quien?) y se presenta como la esposa de Derek Shepherd. Al aparecer Derek tiene que romper forzosamente con Meredith y comienza a vivir junto a él en su caravana, luego se sabe que Addison fue quien engañó a Derek con su mejor amigo Mark Sloan.
En la tercera temporada, Derek y Addison se divorcian y Addison empieza a sentirse atraída por Alex Karev, aun siendo la novia de Mark. Ella tenía una pacto con Mark (no acostarse con nadie durante 60 días) y sí lo cumplían, ella volvería con él, Addison rompió el pacto con Alex, y Mark lo descubrió, pero finalmente no le dijo nada a Addison, sino que prefirió decir que él era el que había roto el pacto para no hacerla sentir mal, aunque él realmente nunca lo rompió.
En esta temporada hay dos episodios especiales llamados The other side of this life (partes 1 y 2) en los que Addison va a Los Ángeles a visitar a unos amigos del pasado (y que sirvieron de episodio piloto para la serie Sin cita previa). Luego, la misma llega a Seattle debido a que su hermano, Archer Montgomery padecía gusanos en el cerebro. Su última aparición fue una breve escena para ayudar en el embarazo de Callie Torres.

### Private Practice
Addison llega a trabajar a la clínica privada Oceanside en Los Ángeles, invitada por su mejor amiga Naomi Bennet, quien junto a su exesposo Sam Bennet, fundaron la clínica.
Addison se da cuenta del gran cambio que hay, ya que antes tenía tecnología de punta, y traía al mundo a varios bebés por día más todas las operaciones que tenía que realizar. En cambio, en Oceanside con suerte tendrá un caso por día. Con el tiempo Oceanside entra en bancarrota estando a cargo de Naomi Bennet, ella solo se lo cuenta a Addison, pero Addison se da cuenta de que Naomi no podrá con estas circunstancias y se lo cuenta a Sam, que a partir de ese momento él queda a cargo, pero no maneja bien la situación y Addison decide encerrarlos en una sala intentando que vuelvan a manejar la clínica juntos, pero cuando salen de la sala, han decidido que el nuevo administrador lo elegirán todos los doctores (Violet, Cooper, Peter, Dell), ya que ellos no podrán llegar a nada, Addison decide no votar, pero le da un discurso a Sam y Naomi y finalmente, gracias a las palabras de Addison, los doctores (exceptuando a los Bennet, que se votaron a sí mismos) la votan a Addison, que se queda administrando y manejando la clínica de una forma más eficaz.
Aquí Addison tiene varios amoríos, el primero con su colega de trabajo Pete Wilder (aunque nunca llegaron a nada serio, solo fueron besos), más tarde con un oficial de policía llamado Kevin y, tras romper con Kevin porque Archer (Hermano de Addison) la convenció de que él no era suficiente para ella, Addison empieza a coquetear con un cirujano del hospital cercano en el que suele operar Addison, el doctor Wiatt. Posteriormente, tiene un noviazgo con Sam, lo cual le cuesta al principio la amistad de Naomi, aunque después se reconcilia con ella. Addison y Sam rompieron porque Sam no quería tener hijos. Luego Addison adopta a Henry y empieza salir con Jake, en el último episodio ellos se casan.
- Datos: Q2349069